# Forever and for Always
"Forever and for Always" er en sang af den canadiske countrysangerinde Shania Twain. Det er den tredje single fra hendes fjerde studiealbum, Up! (2002). Den er skrevet af Mutt Lange og Twain. Singlen blev udgivet i USA den 7. april 2003. Musikideoen fik premiere på Country Music Television den 26. april, 2003. Sangen blev også brugt af Febreze: Scentstories promotion, hvor Twain også deltig. I 2006 blev singlen certificeret guld med 500.000 digitale downloads i USA af RIAA.
"Forever and for Always" blev nomineret til to Grammy Awards i 2004; Best Country Song og Best Female Country Vocal Performance; men fik dog ingen af priserne. Sangen blev også udnævnt som Song of the Year både ved BMI Country Songwriter Awards og European BMI Awards i 2004.

## Spor
Disse er formaterne på de store udgivelser.
| UK CD Single - Part 1 1. "Forever And For Always" (Edit) - 4:10 2. "Man! I Feel Like A Woman!" (Live) - 3:58 3. "Don't Be Stupid" (Live) - 3:58 4. Enhanced: "Forever And For Always" - Music Video UK CD Single - Part 2 1. "Forever And For Always" (Edit) - 4:10 2. "That Don't Impress Me Much" (Live) - 3:47 3. "Come On Over" (Live) - 3:00 4. Enhanced: "Forever And For Always" (Original Red Version) - Music Video) Australien CD Maxi 1. "Forever And For Always" (Red) - 4:05 2. "Forever And For Always" (Green) - 4:44 3. "Man! I Feel Like A Woman!" (Live) - 3:56 4. "That Don't Impress Me Much" (Live) - 3:45 5. "Come On Over" (Live) - 3:00 | EuropA & Canada CD Single 1. "Forever And For Always" (Red) - 4:08 2. "That Don't Impress Me Much" (Live) - 3:54 Tyskland 3" CD Single 1. "Forever And For Always" (Red) - 4:08 2. "Ka-Ching!" (Red Album Version) - 3:20 Europa CD Single 1. "Forever And For Always" (Red) - 4:09 2. "Ka-Ching!" (Red) - 3:21 3. "That Don't Impress Me Much" (Live) - 3:46 4. "Come On Over" (Live) - 3:01 Europa CD Single 1. "Forever And For Always" (Red) - 4:08 2. "Man! I Feel Like A Woman!" (Live) - 3:56 3. "Don't Be Stupid" (Live) - 3:58 4. Enhanced: Forever And For Always - Music Video |

## Officielle versioner
- Red Album Version (4:43)
- Green Album Version (4:43)
- Blue Album Version (4:51)
- Red Radio Edit (4:03)
- Green Radio Edit (4:03)
- Lottery Edit (3:05)[4]
- Live fra Up! Live in Chicago

## Hitlister
| Hitliste (2003)                                  | Højeste placering |
| ------------------------------------------------ | ----------------- |
| Australien (ARIA)                                | 45                |
| Østrig (Ö3 Austria Top 40)                       | 6                 |
| Belgien (Ultratip Wallonien)                     | 14                |
| Canada (Canadian Singles Chart)                  | 5                 |
| Europe (European Hot 100 Singles)                | 17                |
| Tyskland (Official German Charts)                | 9                 |
| Ungarn (Single Top 40)                           | 37                |
| Irland (IRMA)                                    | 6                 |
| Holland (Single Top 100)                         | 44                |
| New Zealand (RIANZ)                              | 17                |
| Poland (National Airplay Chart)                  | 27                |
| Romania (Romanian Top 100)                       | 8                 |
| Skotland (Official Charts Company)               | 4                 |
| Schweiz (Schweizer Hitparade)                    | 26                |
| Storbritannien Singles (Official Charts Company) | 6                 |
| USA Billboard Hot 100                            | 20                |
| USA Adult Contemporary (Billboard)               | 1                 |
| USA Adult Top 40 (Billboard)                     | 30                |
| USA Hot Country Songs (Billboard)                | 4                 |

| Hitliste (2003)                      | Placering |
| ------------------------------------ | --------- |
| Austria (Ö3 Austria Top 40)          | 36        |
| Germany (Official German Charts)     | 42        |
| UK Singles (Official Charts Company) | 140       |
| US Billboard Hot 100                 | 57        |
| US Adult Contemporary (Billboard)    | 10        |
| Hot Country Songs (Billboard)        | 14        |
| Hitliste (2004)                      | Placering |
| US Adult Contemporary (Billboard)    | 5         |

| Hitliste (2000–09)                | Placering |
| --------------------------------- | --------- |
| US Adult Contemporary (Billboard) | 10        |